# Anatole Krasnyansky
Anatole Krasnyansky (Kiev, 1930) è un pittore, architetto e scenografo russo naturalizzato statunitense.
È conosciuto anche per essere il curatore scenico di importanti trasmissioni televisive e set teatrali.
| Controllo di autorità | Europeana agent/base/22828 |